# Пітавастатин
Пітавастатин — синтетичний гіполіпідемічний засіб, що належить до групи статинів, для перорального застосування. Пітавастатин уперше синтезований у Японії у лабораторії компанії «Kōwa Sōyaku», та допущений до застосування в Японії з 2003 року.

## Фармакологічні властивості
Пітавастатин — синтетичний гіполіпідемічний засіб, що належить до групи статинів, для перорального застосування. Механізм дії препарату полягає у блокуванні початкових стадій синтезу холестерину. Після перорального прийому пітавастатин чинить основну дію в печінці, де конкурентно блокує фермент ГМГ-КоА-редуктазу, який каталізує перетворення ГМГ-КоА у мевалонат, що дозволяє блокувати біосинтез холестерину на початковій стадії. Пітавастатин пригнічує біосинтез ліпопротеїнів низької щільності, тригліцеридів, ліпопротеїнів дуже низької щільності , аполіпопротеїну В. Разом із тим препарат підвищує вміст у крові ліпопротеїнів високої щільності, які мають антиатерогенний ефект. Згідно досліджень американських вчених, пітавастатин більш активно знижував рівень ліпопротеїнів низької щільності, тригліцеридів, ліпопротеїнів дуже низької щільності , аполіпопротеїну В та загального холестерину у хворих у порівнянні із правастатином; при цьому частота побічних ефектів при застосуванні обох препаратів суттєво не відрізнялися. Пітавастатин був затверджений FDA для первинного лікування гіперхолестеринемії та дисліпідемії. У повідомленні підкреслено, що цей статин є особливо ефективний в пацієнтів старшого віку, з цукровим діабетом, а також з високим серцево-судинним ризиком.

### Фармакодинаміка
Пітавастатин швидко всмоктується в шлунково-кишковому тракті. Біодоступність препарату складає в середньому 51%. Пітавастатин добре зв'язується із білками плазми крові. Максимальна концентрація препарату в крові досягається протягом 1 години, прийом їжі не впливає на всмоктування препарату. Препарат проникає через плацентарний бар'єр та виділяється в грудне молоко. Пітавастатин накопичується у печінці, де частково метаболізується до неактивних метаболітів. При прийомі пітавастатину спостерігається ефект ентерогепатичної циркуляції препарату. Виводиться препарат із організму переважно із жовчю у вигляді метаболітів, незначна частина метаболітів виводиться із сечею. Період напіввиведення правастатину становить у середньому 5,7 години при короткотривалому прийомі, при довготривалому прийомі цей час збільшується до 8,9 годин. При порушеннях функції печінки період напіввиведення пітавастатину може збільшуватися.

## Показання до застосування
Пітавастатин застосовується для зниження підвищеного загального холестерину і холестерину ліпопротеїнів низької щільності; дорослим пацієнтам з первинною гіперхолестеринемією, в тому числі гетерозиготною сімейною гіперхолестеринемією і комбінованою дисліпідемією (при неефективності дієтотерапії та іншої немедикаментозної терапії).

## Побічна дія
При застосуванні пітавастатину можливі наступні побічні ефекти:
- Алергічні реакції та реакції з боку шкірних покривів — нечасто ( 0,1—1%) висипання на шкірі, свербіж шкіри; рідко ( 0,01—0,1%) кропив'янка, еритема шкіри.
- З боку травної системи — часто ( 1—10%) нудота, блювота, запор або діарея; нечасто ( 0,1—1%) біль у животі, диспепсія; рідко ( 0,01—0,1%) гострий панкреатит, сухість у роті, печія в роті, холестатична жовтяниця, захворювання печінки.
- З боку нервової системи — часто ( 1—10%) головний біль; нечасто ( 0,1—1%) запаморочення, безсоння або сонливість, тремор, неспокій, депресія, порушення пам'яті; рідко ( 0,01—0,1%) психічні порушення, дзвін у вухах, дисгевзія, порушення зору.
- З боку кістково-м'язової системи — часто ( 1—10%) міалгії; рідко ( 0,1—1%) спазми м'язів, міопатії; дуже рідко ( 0,01—0,1%) рабдоміоліз.
- Інші побічні ефекти — нечасто ( 0,1—1%) поллакіурія, астенія, втома, периферичні набряки.
- Зміни в лабораторних аналізах — нечасто ( 0,1—1%) анемія, підвищення рівня активності трансаміназ в крові.

## Протипокази
Пітавастатин протипоказаний при підвищеній чутливості до статинів, вагітності та годуванні грудьми, гострих захворюваннях печінки, важкій печінковій недостатності, стійкому підвищенні рівня активності трансаміназ в крові невідомої етіології, при значенні кліренсу креатиніну, що більше ніж у 5 разів перевищують верхню межу норми, при одночасному застосуванні із циклоспорином та у дитячому віці. Не рекомендується сумісний прийом препарату з фібратами, нікотиновою кислотою, інгібіторами протеази, рифампіцином, фузидовою кислотою або еритроміцином та іншими макролідами.

## Форми випуску
Пітавастатин випускається у вигляді таблеток по 0,001; 0,002 та 0,004 г.